# Dan Dubină
Dan Dubină (n. 28 iulie 1950, Fierbinți, județul Dâmbovița) este Academician in cadrul Academiei Române din 2015, Profesor doctor inginer in cadrul Universitatii Politehnica Timisoara.

## Biografie
S-a născut la 28 iulie 1950 la Fierbinți, județul Ilfov, actualmente Ialomița. Studiile primare (1957-1965) au fost urmate în orașul Făget (județul Timiș) și în Timișoara. Studii liceale, la Liceul nr.7 din Timișoara (astăzi Liceul „Grigore Moisil“), în perioada 1965-1969. În 1974 a devenit licențiat al Facultății de Construcții din cadrul Institutului Politehnic „Traian Vuia“ din Timișoara. În anul 1987 a obținut titlul de doctor cu o teză despre perfectionarea metodelor de calcul ale construcțiilor metalice hidrotehnice.
După îndeplinirea stagiului de producție, în 1978 a devenit asistent universitar în cadrul Catedrei de construcții metalice și mecanica construțiilor, Institutul Politehnic „Traian Vuia“ din Timișoara. A parcurs succesiv treptele carierei universitare: șef de lucrări 1985-1987, conferențiar în 1990, profesor în 1993, conducător de doctorat din anul 1995. A susținut cursuri despre: statică, stabilitatea și dinamica construcțiilor, metoda elementului finit, calculul neliniar a structurilor, construcții metalice, sticla structurală, clădiri înalte în zone seismice.
Activitatea de cercetare s-a desfășurat în Universitatea Politehnica din Timișoara, iar din 1996, și în Secția de Construcții metalice și sudură a Centrului de cercetări tehnice fundamentale și avansate (CCTFA) în cadrul Filialei din Timișoara a Academiei Române.
În perioada 1996-2000 a fost director al Departamentului pentru relații și cooperare internațională, Universitatea Tehnică din Timișoara, iar începând cu anul 1999 înființează și coordonează Centrul de Cercetare pentru Mecanica Materialelor și Siguranța Structurilor, care în 2001 va fi certificat drept centru de excelență de către CNCSIS. Între anii 2004-2016 a fost director al Departamentului de construcții metalice și mecanica construcțiilor – Universitatea Politehnica din Timișoara.
Este profesor onorific al Universității din Pecs, Ungaria începând cu anul 2012.
În cadrul Academiei Române este membru fondator al Comisiei de stabilitatea structurilor metalice (1984) și președinte începând cu anul 2013. Coordonează activitatea Filialei Timișoara a Academiei din anul 2018.

## Opera
Rezultatele cercetărilor în care a fost implicat au fost promovate în peste 400 de articole științifice, 60 de cărți și capitole din studii sau rapoarte de cercetare extinse.
Articolele au fost citate de peste 3260 de ori în literatura de specialitate, iar pentru cărți și volumele editate, WorldCat notifică 66 de titluri, intrate în 2165 biblioteci de pe mapamod.
La acestea se adaugă 28 de documente normative, coduri de proiectare, documentații-suport.

## Proiecte, rapoarte, granturi
Activitatea de cercetare a fost suținută prin granturi și proiecte de cercetare finanțate din surse publice, guvernamentale (MEdC, MLPDA), granturi U.E. (FP4, FP6, FP7, EUREKA, RFCS), oferite de Banca Mondială sau prin contracte cu beneficiari privați din țară sau din străinătate (Arcelor-Mittal, Ruukki, Astron, Lindab, Dexion etc).
În perioada 1991-1998 a inițiat și a coordonat 5 proiecte majore în cadrul programului TEMPUS al Uniunii Europene. Proiectele, care implicau facultățile de inginerie civilă din România, s-au realizat în colaborare cu universitați din Franța, Belgia, Italia, Anglia, Grecia și Germania. În 1998 înființează cursul de master „Structuri și tehnologii noi în construcții civile”, susținut de un proiect TEMPUS și, ulterior, de un grant al Băncii Mondiale în colaborare cu Ministerul Educației.
A fost expert în Comitetului pentru granturi din cadrul Ministerului Italian al Educației si Cercetării (2004-2006) și în Comisia de transport și dezvoltare urbană a European Science Fundation, COST Programme (2006-2010). A fost membru în grupurile de lucru ale CEN – European Committee for Standardization, pentru Eurocodurile structurale începând cu anul 2015. În perioada 2013-2019 a fost membru în comitetul director al programului ERASMUS MUNDUS al U.E., inițiind masterul internațional „Sustainable constructions under natural hazards and catastrophic events“.

## Membru in societati si organizatii profesionale
Organizații internaționale
- Membru al Asociației franceze pentru promovarea construcțiilor metalice, 1998
- Membru în comisia tehnică 11 a Structural Research Stability Council, USA, 1999
- Expert, Certified Expert and Charted Engineer and Fellow al British Institution of Structural Engineers, 2000
- Membru al International Association for Bridges and Structures, 2001-2009
- Reprezentantul României în Committee for Steel and Coal, 2009
- Membru al Institutului Internațional de Sudură, 2010
Organizații naționale
- Membru fondator al Asociației Inginerilor Constructori Proiectanți de Structuri în anul 1990, președinte al Filialei AICPS Timiș din 2000
- Membru în Comitetul Executiv al Convenției Europene de Construcții Metalice ECCS/CECM/EKS, 1996, vicepreședinte (2004-2005) și președinte (2005-2006), iar din 2007 membru în Technical Managemend Board al convenției
- Membru fondator și președinte al Asociației Producătorilor de Construcții Metalice din România, 2001
- Membru al Consiliului Național al Asociației Generale a Inginerilor din România (2002-2004), vicepreședinte al Filialei Timiș (2005-2013)
- Membru al Comisiei de atestare a experților și verificatorilor de proiecte, Ministerul Dezvoltării, Lucrărilor Publice și Administrației, 2003
- Membru al Comisiei de Științe Inginerești a CNCSIS, 2006-2010
- Președinte al Comisiei de Inginerie Civilă și Instalații CNATDCU (2011-2012), membru în Comisia de Inginerie Civilă (2012-2016) și președinte al Panelului 2 de Științe Inginerești, din anul 2020
- Membru al Comisiei Naționale de Inginerie Seismică din Ministerul Dezvoltării Regionale și Administrației Publice, 2013 și vicepreședinte (2013-2017)

## Premii
Premiul „Anghel Saligny“ al Academiei Române, 1992
Trofeul „European Award for Steel Structures“, Convenția Europeană de Construcții Metalice, 2003, 2007
Premiul Asociației Generale a Inginerilor din Romania, 2004
„Best Paper Award“ al Conferinței internaționale pentru structuri cu pereți subțiri ICTWS’04, 2004
Diploma și placheta de excelență pentru Opera Omnia, Asociația Inginerilor Constructori Proiectanți de Structuri din România, 2005
Premiul „Henri Coandă“, acordat de către MLNR, 2018

## Titluri si distinctii
Doctor Honoris Causa
- Universitatea Tehnică din Cluj-Napoca, 2005